# Homotoma lahui
Homotoma lahui är en insektsart som beskrevs av Yang och Li 1984. Homotoma lahui ingår i släktet Homotoma och familjen Homotomidae. Inga underarter finns listade i Catalogue of Life.